# Partit Socialista de San Marino
El Partit Socialista de San Marino fou un partit polític de San Marino que l'any 2005 es fusionà amb el Partit dels Demòcrates per tal de crear el Partit dels Socialistes i Demòcrates.
A les eleccions del 2001 aconseguí 15 dels 60 escons que conformen el Gran Consell General, i governà en coalició amb la democràcia cristiana.